# 烏戈·桑塔耶
烏戈·桑塔耶是一名12世紀初期的重要翻譯家，他將眾多文獻從阿拉伯文翻譯成拉丁文，文獻內容包含鍊金術、天文學、占星術以及探地術等多種領域。
他被認為是一名在塔拉索納工作的西班牙神父，當時的塔拉索納主教麥可是他的贊助者。
烏戈翻譯了阿爾·法甘尼、哈里·阿本拉吉的作品，還有泰阿那的阿波羅尼烏斯所著的《自然之祕》(Liber de secretis naturae)，用於占卜的 ，以及《翠玉錄》。他所著的《亞里士多德集》(Liber Aristotilis) 其實是一本源自希臘文和波斯文的文獻合集，並非來自亞里士多德的著作。